# 斯图利恩
斯图利恩（瑞典語：Storlien）是瑞典耶姆特兰省奥勒市镇内的村庄，也是滑雪胜地。